# Georg von Majewski
Georg von Majewski (30. listopadu 1888 Scharnau – 6. května 1945 Plzeň) byl německý důstojník wehrmachtu za druhé světové války, který dosáhl hodnosti generálporučíka. Pro Čechy je znám díky svému působení ve funkci velitele vojenské posádky v Plzni v závěru války.

## První světová válka
Georg von Majewski se narodil jako syn statkáře Franze von Majewského a jeho ženy Amalie (rozené Neumannové) dne 30. listopadu roku 1888 ve městě Scharnau (nyní Sarnowo) na tehdejším území Pruska. Ke konci ledna roku 1908 vstoupil jako důstojnický čekatel do armády a byl zařazen ke 23. ženijnímu praporu (Pionier-Bataillon Nr. 23) umístěném ve městě Graudenz v Západním Prusku. Zde byl také v červnu roku 1910 povýšen do hodnosti poručíka.
U této jednotky sloužil až počátku října roku 1913, kdy byl odvelen do Berlína, aby zde absolvoval vojensko-technickou akademie ve čtvrti Charlottenburg. Po dokončení studií počátkem srpna následujícího roku byl odvelen zpět ke svému 23. ženijnímu praporu, kde byl jmenován pobočníkem velitele praporu. S vypuknutím první světové války byli von Majewski a jeho jednotka odvelen v sestavě XX. armádního sboru na východní frontu, kde se účastnil mnoha bojů, včetně slavné bitvy u Tannenbergu.
V červnu roku 1916 byl von Majewski (již v hodnosti nadporučíka) převelen k Osmanské armádě. Zde se účastnil bojů v Kurdistánu a Palestině a v říjnu roku 1917 se dočkal povýšení do hodnosti kapitána (Hauptmann). V květnu roku 1918 ho však postihla úplavice a musel být hospitalizován a poslán zpět do Německa na další léčení. Po následné rekonvalescenci byl kapitán von Majewski přidělen ke gardovému záložnímu sboru, kde sloužil opět ve funkci pobočníka. To již však válka skončila a následné podmínky Versailleské smlouvy vyvolaly značnou restrukturalizaci Německé armády. Kapitán von Majewski byl nejprve v polovině prosince roku 1918 přidělen k Inspektorátu ženijního vojska a pevností (Inspektion der Pioniere und Festungen) a o pár měsíců později, na jaře roku 1919, propuštěn z armády.
Během války von Majewski rovněž několikrát vyznamenán, mj. oběma stupni pruského železného kříže, Bavorským vojenským řádem za zásluhy IV. třídy s meči, tureckou medailí Liyakat s meči, železným půlměsícem a tureckou medailí İmtiyaz s meči. Jako poslední ocenění za věrnou službu mu byla v souvislosti s propuštěním propůjčena hodnost majora.

## Meziválečné období a druhá světová válka
Von Majewski se nehodlal smířit s životem v civilu, a proto se rozhodl vstoupit do řad berlínské bezpečnostní policie, kam byl přijat ve své poslední vojenské hodnosti - kapitána. Roku 1921 mu byla přiznána hodnost majora policie a v roce 1924 byl jmenován do funkce předsedy policejního sportovního výboru. V této funkci sloužil až do února roku 1933, kdy podstoupil dvouměsíční výcvikový kurz na policejní škole ve městě Brandenburg an der Havel.
Po dokončení kurzu byl k 1. dubnu 1933 povýšen do hodnosti podplukovníka policie a jmenován velitelem sportovní policejní školy ve Špandavě. Zároveň s tím vykonával funkci sportovního referenta policejního odboru na Pruském ministerstvu vnitra.
S příchodem Adolfa Hitlera k moci se začaly rovněž značně rozšiřovat řady nově vznikajícího Wehrmachtu. Von Majewski přijal nabídku na zařazení zpět do struktur armády a k 1. říjnu roku 1935 byl v hodnosti podplukovníka ženijního vojska převelen do vestfálského Mindenu k 6. ženijnímu praporu (Pioniere Battalion Nr. 6), který spadal do sestavy nově zformované 6. pěší divize generálporučíka Waltera Kuntzeho. O dva týdny později byl rovněž jmenován velitelem této jednotky.
Již na začátku dubna 1936 byl von Majewski povýšen do hodnosti plukovníka (Oberst). S touto hodností však sloužil u 6. ženijního praporu až do října následujícího roku, kdy se uvolnila pozice velitele ženijního vojska u VIII. armádního sboru pod vedením generála (později polního maršála) Ewalda von Kleista.
Vypuknutí druhé světové války strávil von Majewski v Berlíně, kam byl převelen ke konci srpna roku 1939 do štábu vyššího oblastního velitele ženijních jednotek. K 1. dubnu 1940 se von Majewski dočkal vysokého ocenění, když byl povýšen do hodnosti generálmajora (Generalmajor). S novou hodností přišla i nové služební zařazení, a to funkce velitele všech ženijních jednotek u Skupiny armád A pod velením polního maršála Gerda von Rundstedta. Skupina armád A byla pověřena průlomem fronty v oblasti Ardenského lesa a vedením útoku ve směru ústí řeky Sommy. Cílem bylo odříznout spojenecké síly v severní Francii a Belgii.
V létě roku 1941 zahájilo vrchní velení Německé armády Operaci Barbarossa a Skupina armád A se měla tažení zúčastnit jako Skupina armád Jih. Ve velení zůstal polní maršál von Rundstedt a ten si s sebou vzal svůj původní štáb z francouzského tažení. Generálmajor von Majewski tedy zastával opět funkci velitele všech ženijních jednotek (General der Pioniere). Na této pozici vydržel krátce, neboť onemocněl a po zotavení se již nevrátil na své předchozí působiště, nýbrž byl jako ženijní expert jmenován do funkce zvláštního zástupce vrchního velení Wehrmachtu pro dodávky dřeva v prostoru jihovýchodní fronty. V této funkci byl rovněž k 1. prosinci 1942 povýšen do hodnosti generálporučíka (Generalleutnant). Pro zhoršující se zdravotní stav však byl během roku 1944 dočasně přeložen do zálohy (Führer Reserve) a odvelen zpět do nacistického Německa.
Von Majewski však nezůstal dlouho mimo činnou službu a již v dubnu 1944 byl jmenován do funkce posádkového velitele v belgickém městě Mons. S vyloděním spojenců v Normandii a se stále více postupující frontou bylo město Mons značně ohroženo. Koncem října 1944 byla proto nařízena evakuace města.

### Služba v Protektorátu
Von Majewski byl následně díky své předchozí zkušenosti převelen počátkem listopadu 1944 do Protektorátu Čechy a Morava, kde převzal funkci posádkového velitele města Plzeň po generálporučíkovi Peteru Hermannovi.
Dne 5. května začali čeští povstalci napadat německou posádku města, ale generál von Majewski byl rozhodnut vzdát se pouze Američanům, nikoliv Čechům resp. civilům. Nařídil proto svým jednotkám klást odpor a vytrvat do příjezdu amerických sil. Následující den ráno začaly do města pronikat první jednotky amerického bojového uskupení B (Combat Command B) pod velením plukovníka Charlese H. Nobla spadající do sestavy americké 16. obrněné divize generála Johna L. Pierce.
Generál von Majewski trval na podepsání kapitulace pouze do rukou vyššího důstojníka americké armády. Nakonec se musel spokojit s výkonným důstojníkem bojového uskupení B, podplukovníkem Percy H. Perkinsem Jr. (1905–1998), který se dostavil na velitelství německé posádky na Klatovské třídě. Přibližně kolem 16:30 podepsal generálporučík von Majewski kapitulační listinu nařizující téměř osmitisícové posádce neklást odpor. Poté spáchal před očima svého štábu a své ženy Elisabeth sebevraždu zbraní, kterou ukryl před americkými vojáky.

## Přehled povýšení a vyznamenání

### Data povýšení
- Fahnenjunker – 28. leden 1908
- Leutnant – 16. červen 1910
- Oberleutnant - 25. únor 1915
- Hauptmann - 18. říjen 1917
- Propůjčena hodnost Major – 1919
- Polizei-Hauptmann – 1919
- Polizei-Major - 1921
- Polizei-Oberstleutnant – 1. duben 1933
- Oberstleutnant – 1. říjen 1935
- Oberst – 1. duben 1936
- Generalmajor – 1. duben 1940
- Generalleutnant – 1. prosinec 1942

### Vyznamenání
- Pruský železný kříž I. třídy - 28. října, 1915
- Pruský železný kříž II. třídy - 27. září, 1914
- Bavorský vojenský řád za zásluhy IV. třídy s meči - 13. březen, 1916
- Železný půlměsíc (první světová válka)
- Turecká Imtiaz Medaile s meči (první světová válka)
- Turecká Liakat Medaile s meči (první světová válka)
- Válečný záslužný kříž I. třídy s meči
- Válečný záslužný kříž II. třídy s meči
- Medaile za Anschluss
- Kříž cti
- |  |  |  Služební vyznamenání Wehrmachtu I. - IV. třídy